# Vinalopó Mitjà
El Vinalopó Mitjà és una comarca del sud del País Valencià, amb capital a Elda. Es troba al curs mitjà del riu, a la vall del Vinalopó. Limita al nord i oest amb l'Alt Vinalopó, a l'est amb l'Alacantí i al sud amb el Baix Vinalopó. L'economia principal és la indústria del calçat, del marbre i variades, i en agricultura els vins i raïm de taula.
Aquesta comarca consta de dues comarques històriques, per una part el Vinalopó Mitjà pròpiament dit, i les Valls del Vinalopó, conformada pels municipis de parla valenciana. Tant la proposta de comarques de Ferran Llopis com d'Emili Beüt entenien aquesta com una comarca independent del Vinalopó Mitjà.

## Municipis
Les dades bàsiques dels «11 municipis», amb les xifres de població del padró municipal d'habitants 2023, són:
| Municipi             | Habitants (2023) | Sup. (km²) | Dens. (2023) (hab./km²) |
| -------------------- | ---------------- | ---------- | ----------------------- |
| Elda                 | 53.054           | 45,8       | 1.158,4                 |
| Petrer               | 33.914           | 104,3      | 325,2                   |
| Novelda              | 25.771           | 75,7       | 340,4                   |
| Asp                  | 21.473           | 69,8       | 307,6                   |
| Monòver              | 12.542           | 152,4      | 82,3                    |
| Montfort             | 8.777            | 79,5       | 110,4                   |
| el Pinós             | 8.281            | 126,5      | 65,5                    |
| el Fondó de les Neus | 2.698            | 68,8       | 39,2                    |
| la Romana            | 2.632            | 43,3       | 60,8                    |
| l'Alguenya           | 1.395            | 18,4       | 75,8                    |
| el Fondó dels Frares | 1.311            | 12,6       | 104,0                   |
| Vinalopó Mitjà       | 171.848          | 798,0      | 215,3                   |

La majoria de municipis són de predomini lingüístic valencià, excepte la capital, Elda i els municipis d'Asp i Monfort del Cid que sumen la meitat de la població comarcal. No obstant això, existeixen conurbacions i molta intermigració en la comarca. Per la qual cosa, els límits i percentatges de parlants poden variar molt sensiblement de zones i barris de la mateixa ciutat, especialment en les conurbacions que tenen municipis amb diferent predomini lingüístic: Elda-Petrer i Novelda-Asp-Monfort. A més, el municipi del Fondó de les Neus, oficialment valencianoparlant, té al seu terme municipal els llogarets castellanoparlants d'El Rebalso i La Canalosa.

## Comarca històrica
El Vinalopó Mitjà és una comarca històrica que ja apareixia com a Conca del Vinalopó al mapa de comarques d'Emili Beüt "Comarques naturals del Regne de València" publicat l'any 1934. L'única diferència és que ençà no s'hi incloïen els municipis d'Asp, Elda, Montfort del Cid i Petrer, que aleshores pertanyien a l'antiga comarca dels Plans de Villena.